# Rodolfo Caccavo
Rodolfo Fortunato Caccavo (Buenos Aires, 24 d'octubre de 1927 - Ídem, 17 de febrer de 1958) va ser un ciclista argentí que combinà el ciclisme en pista amb la ruta. Va participar en els Jocs Olímpics de 1952.

## Palmarès
- 1951
  - Medalla d'or als Jocs Panamericans en persecució per equips
- 1956
  - 1r a la Doble Bragado